# Nick Cannon

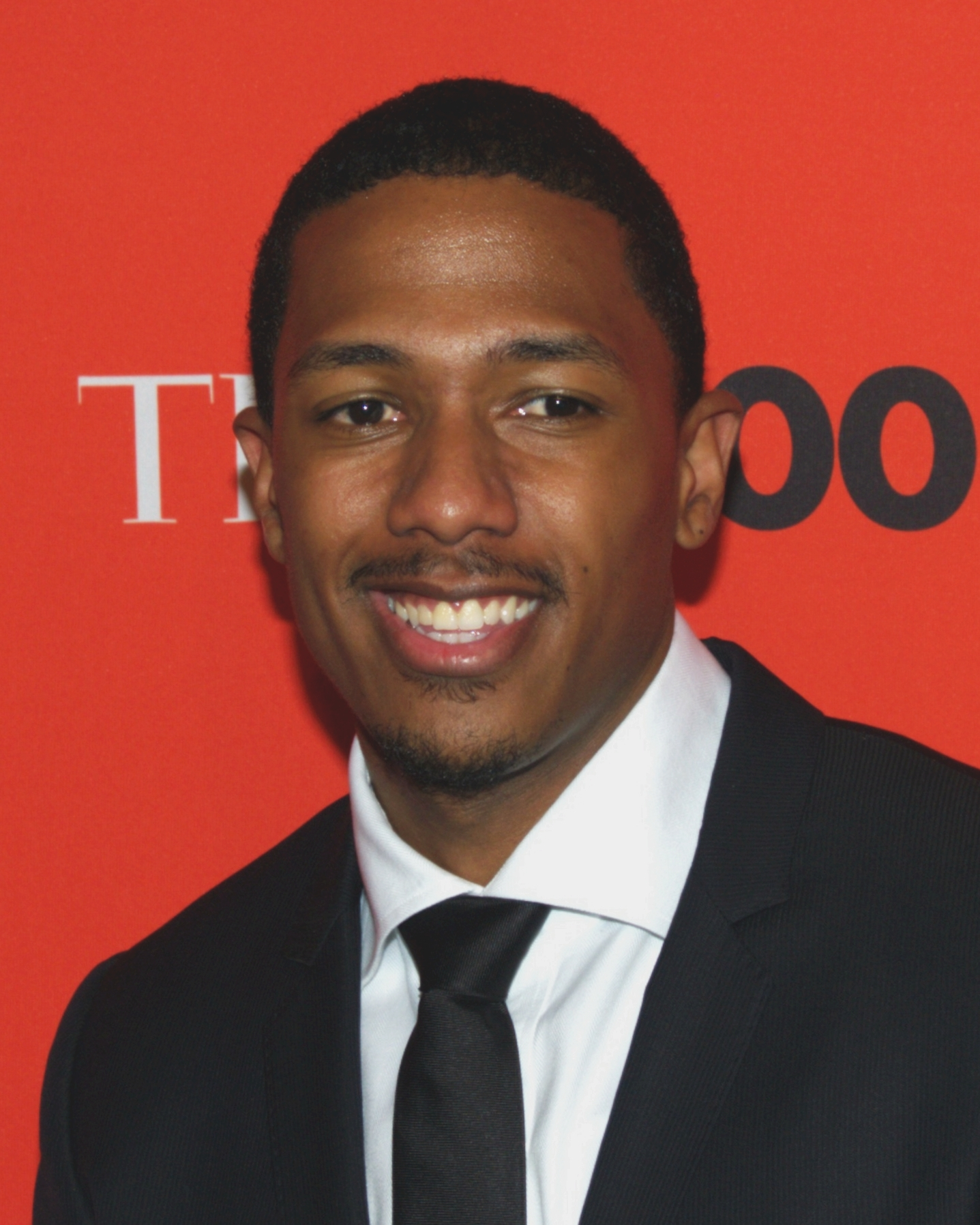
Nick Cannon (Mai 2010)

Nicholas Scott „Nick“ Cannon (* 8. Oktober 1980 in San Diego, Kalifornien) ist ein US-amerikanischer Comedian, Schauspieler, Regisseur und Rapper.

## Leben und Karriere
Cannon begann seine Karriere als Stand-Up-Comedian. Beim Fernsehen wurde er bekannt durch die Nickelodeon-Comedysendung All That. Später erhielt er mit The Nick Cannon Show seine eigene Sendung. Auf MTV moderierte er Wild ’N Out (seit Staffel 5 auf MTV2) und auf NBC America’s Got Talent. Zu seinen bekanntesten Filmen als Schauspieler gehören: Experiment Killing Room (2009), Drumline, Love Don’t Cost A Thing, Teen Cop, Day of the Dead und außerdem sprach er Officer Lister in Monster House.
Als Rapper brachte er 2003 ein selbstbetiteltes Album heraus, auf dem mit Gigolo ein Duett mit R. Kelly war. Sein zweites Album White People Party Music erschien im Jahr 2014.
Nick Cannon war mit der Sängerin Mariah Carey von 2008 bis 2015 verheiratet. Die beiden sind seit dem 30. April 2011 Eltern von Zwillingen, einem  Mädchen und einem Jungen. Am 21. Februar 2017 wurde Cannon erneut Vater eines Jungen. Anfang Juli 2021 wurde bekannt, dass er im letzten halben Jahr Vater von weiteren vier Kindern (mit drei verschiedenen Müttern) geworden ist. Im Dezember 2021 gab Cannon bekannt, dass sein jüngster Sohn mit fünf Monaten an einem Hirntumor verstorben ist. Anfang 2022 wurde bekannt, dass Cannon zum achten Mal Vater wird, diesmal ist das Model Bre Tiesi die Mutter. Im September 2022 wurde er Vater von zwei weiteren Kindern. Mütter sind die Models Brittany Bell und Lanisha Cole.
Seit 2019 fungiert Cannon als Moderator und ausführender Produzent der US-amerikanischen Version von The Masked Singer. Wegen einer COVID-19-Infektion konnte er die ersten fünf Folgen der fünften Staffel nicht moderieren und wurde von Niecy Nash vertreten. In der fünften Episode fungierte er schließlich als Bulldog selbst als Teilnehmer, wurde am Ende demaskiert und übernahm so ab der sechsten Folge wieder die Leitung der Sendung.

## Kontroversen

### Vorwürfe gegen Eminem
Im Jahr 2019 setzte Cannon seine mehr als zehnjährige Auseinandersetzung mit Eminem fort, indem er im September 2019 betonte, dass er Eminem im Jahr 2010 zu einem Ringkampf herausgefordert habe und dieser nicht angetreten sei. Daraufhin erwähnte ihn Eminem auf einem Fat-Joe-Track (Lord Above) im Dezember 2019. Kurz hintereinander veröffentlichte Cannon nun im Dezember 2019 gleich drei Disstracks, auf denen neben ihm auch der wegen Mordes inhaftierte Suge Knight mit Audio-Botschaften zu hören ist. Die Diss-Tracks The invitation (9. Dezember 2019), Pray for him (10. Dezember 2019) und The invitation canceled (19. Dezember 2019) wurden jeweils als Worldstarhiphop Exclusive publiziert und erreichten so schnell millionenfache Aufrufe. Im dritten Track warf Cannon Eminem vor, ein Rassist zu sein, da dieser 31 Jahre zuvor (1988) zwei Tracks mit abfälligen Bemerkungen über afroamerikanische Frauen veröffentlicht hatte. Für diese Tracks hatte sich Eminem bereits mehr als zehn Jahre zuvor im Rahmen seiner Kontroverse mit Benzino entschuldigt, da sie infolge einer Trennung als Teenager entstanden seien. Zudem bezeichnete Cannon Eminem als Gast im Haus des Hip Hop, weshalb nun wiederum Cannon in zahlreichen Tracks anderer Rapper (u. a. mehrfach von Obie Trice und Mesus) gedisst wurde, die ihm Rassismus vorwarfen.

### Antisemitismusvorwurf
In einem Podcast mit Professor Griff am 30. Juni 2020 tätigte Cannon mehrere Äußerungen, die als judenfeindlich angesehen wurden, was er aber nicht so verstanden wissen wollte. Unter anderem hatte er gesagt: „Wir können gar nicht antisemitisch sein, denn wir sind die wahren Semiten.“ und ergänzte dies um „Wir sind die Leute, die sie sein wollen. Das ist unser Geburtsrecht.“ Auch hatte er Verschwörungstheorien zur Familie Rothschild geäußert. Nach einem Gespräch, in dem er sich nicht deutlich genug davon distanzierte, beendete ViacomCBS die Zusammenarbeit mit ihm und Cannon entschuldigte sich öffentlich via Twitter. Die Fox Broadcasting Company, für die er The Masked Singer moderiert, akzeptierte diese Entschuldigung. Sean Combs stellte sich ebenfalls auf die Seite von Cannon und offerierte ihm, die Show Wild ’N Out bei seinem TV-Netzwerk Revolt TV fortzusetzen. Der jüdische Rapper Kosha Dillz hatte zuvor erklärt, wieso die Äußerungen so problematisch seien. Cannon warf ViacomCBS nach seiner Entlassung hingegen Ausbeutung vor und verlangte dafür und für andere Vorfälle eine Entschuldigung. Die Firma stünde auf der „falschen Seite der Geschichte“ und habe schon zuvor Äußerungen zu politischen Themen unterbunden, was ViacomCBS bestätigte und damit erklärt, dass man keine aufgeladene Situation zusätzlich anheizen wollte. Zudem forderte Cannon, dass ihm seine MTV-Show Wild ’N Out übergeben werde und warf auch NBC Ausbeutung vor.

## Diskografie

### Studioalben
| Jahr | Titel                           | Höchstplatzierung, Gesamtwochen, AuszeichnungChartsChartplatzierungen (Jahr, Titel, Platzierungen, Wochen, Auszeichnungen, Anmerkungen) | Anmerkungen                            |
| Jahr | Titel                           | US | Anmerkungen                            |
| ---- | ------------------------------- | --- | -------------------------------------- |
| 2003 | Nick Cannon                     | US83 (10 Wo.)US | Erstveröffentlichung: 9. Dezember 2003 |
| 2014 | White People Party Music        | — | Erstveröffentlichung: 1. April 2014    |
| 2018 | Calling All Models: The Prequel | — | Erstveröffentlichung: 1. Juni 2018     |
| 2020 | Calling All Models: The Prequel | — | Erstveröffentlichung: 13. Januar 2020  |
| 2022 | The Explicit Tape: Raw & B      | — | Erstveröffentlichung: 20. Mai 2022     |

### Weitere Alben
- 2011: Mr. Showbiz (Comedy-Album)
- 2011: Child of the Corn (Mixtape)
- 2014: Nick Cannon Presents Wild ’N Out: Compilation Vol. 1 (Kompilation)
- 2016: The Gospel of Ike Turn Up: My Side of the Story (Mixtape)

### Singles
| Jahr | Titel Album                | Höchstplatzierung, Gesamtwochen, AuszeichnungChartsChartplatzierungen (Jahr, Titel, Album, Platzierungen, Wochen, Auszeichnungen, Anmerkungen) | Anmerkungen                                           |
| Jahr | Titel Album                | US | Anmerkungen                                           |
| ---- | -------------------------- | --- | ----------------------------------------------------- |
| 2003 | Feelin’ Freaky Nick Cannon | US92 (3 Wo.)US | Erstveröffentlichung: 19. August 2003 feat. B2K       |
| 2003 | Gigolo Nick Cannon         | US24 (20 Wo.)US | Erstveröffentlichung: 18. Oktober 2003 feat. R. Kelly |

Weitere Singles
- 2001: Parents Just Don’t Understand
- 2003: Your Pops Don’t Like Me (I Really Don’t Like This Dude)
- 2003: Shorty (Put It on the Floor)
- 2004: Get Crunk Shorty
- 2005: Can I Live?
- 2006: It’s Your Birthday
- 2006: My Wife
- 2006: Dime Piece
- 2011: Famous
- 2013: Me Sexy
- 2013: Dancefloor
- 2014: Looking for a Dream
- 2015: Pajama Pants
- 2016: If I Was Your Man
- 2016: Hold On

## Filmografie (Auswahl)
- 2002: Drumline
- 2004: Garfield – Der Film (Garfield: The Movie)
- 2004: Teen Cop (Underclassman)
- 2004: Darf ich bitten?
- 2006: Bobby
- 2006: Tödlicher Einsatz (Even Money)
- 2006: Goal! II (Goal II: Living the Dream!)
- 2006: Monster House
- 2007: Weapons
- 2008: Day of the Dead
- 2009: Experiment Killing Room (The Killing Room)
- 2013: Big Time Rush (Fernsehserie, 2 Folgen)
- 2014: Drumline: A New Beat
- 2014–2015: Brooklyn Nine-Nine (Fernsehserie, 6 Folgen)
- 2015: Chi-Raq
- 2021: The Misfits – Die Meisterdiebe (The Misfits)